# Капильяс, Франциск Фернандес де
Франциск Фернандес де Капильяс, OP (исп. Francisco Fernández de Capillas, 11 августа 1607, Бакерин-де-Кампос, Кастилия и Леон — 15 января 1648, Фуань) — святой Римско-Католической Церкви, священник, доминиканец, мученик.

## Биография
В 1624 году, в возрасте 17 лет, Франциск Фернандес де Капильяс вступил в монашеский орден доминиканцев. В 1632 году он был послан на католическую миссию в Манилу, Филиппины, где был рукоположен в священника. На Филиппинах Франциск Фернандес де Капильяс проработал в течение девяти лет. В 1641 году его направили на Формозу (Тайвань), позднее в марте 1642 года — в провинцию Фуцзянь, где проповедовал вместе с Франциском Диас де Ринконом.
13 ноября 1647 года во время нашествия маньчжуров на провинцию Фуцзянь Франциск Фернандес де Капильяс был вызван к умирающему католику. Будучи на пути, он был арестован солдатами, которые подумали, что Франциск Фернандес де Капильяс является вражеским разведчиком. Узнав, что перед ними христианин, в обмен на свободу ему предложили отречься от христианства. Франциск Фернандес де Капильяс остался верен своей вере, за что был заключён в тюрьму и приговорён к казни. Во время пребывания в тюрьме Франциск Фернандес де Капильяс проповедовал среди заключённых. 15 января 1648 года Франциск Фернандес де Капильяс был казнён.

## Прославление
Франциск Фернандес де Капильяс был беатифицирован 2 мая 1909 года Римским Папой Пием XI и канонизирован 1 октября 2000 года Римским Папой Иоанном Павлом II вместе с группой 120 китайских мучеников.
День памяти в Католической Церкви — 9 июля.